# Сергіївка (Сватівський район)
Се́ргіївка —  село в Україні, у Коломийчиській сільській громаді Сватівського району Луганської області. Населення становить 20 осіб. Орган місцевого самоврядування — Райгородська сільська рада.

## Новітня історія
Захоплена російськими військами 4 березня 2022 року. Звільнена ЗСУ 31 грудня 2022 року.
Повторна окупація селища відбулася 25 липня 2023 року. 28 жовтня ЗСУ звільнили частину селища.

## Населення

### Мова
Розподіл населення за рідною мовою за даними перепису 2001 року:
| Мова       | Кількість | Відсоток |
| ---------- | --------- | -------- |
| українська | 20        | 100%     |